# Сарыч (маяк)
Сарыч — маяк на одноимённом мысе в Крыму.

## Название
Название маяка происходит от мыса Сарыч, на котором он расположен. Топоним «Сарыч» переводится как «золотканный».

## История

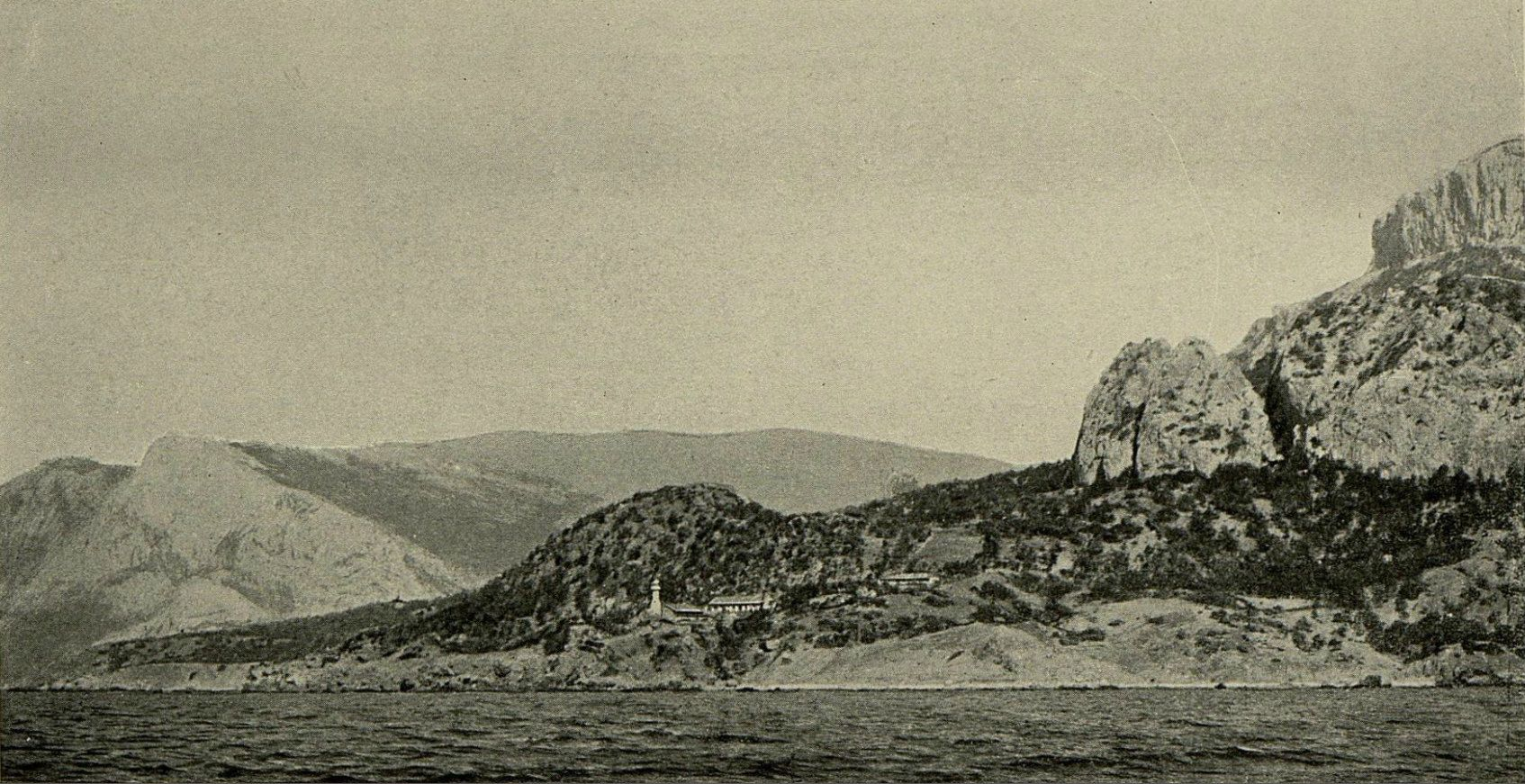
Мыс и маяк Сарыч на NW 34° в расстоянии 0.5 мили. С. Яковлев, Лоция Черного и Азовского морей. СПб., 1903

Мыс располагался на территории с необычным названием Комперия. Имение, находящееся здесь, принадлежало Наталье Прикот (в девичестве Компер). Сначала Н. Прикот подарила местному военно-морскому ведомству участок для строительства маяка. Позже она потребовала выплаты компенсации. Представители военно-морского ведомства выкупили участок. Сам маяк был заказан во Франции еще в 1863 году и 20 лет служил в русском флоте. К тому моменту как родилась идея строительства маяка на мысе Сарыч, тот маяк уже давно был разобран и находился на складах Николаевских верфей. Позже был перевезён в бухту Ласпи, а оттуда к текущему месту расположения. Маяк успешно установили на невысокой скале 20 августа 1898 г., и с тех пор он ежедневно помогает кораблям ориентироваться на просторах Черного моря.
Во время Великой Отечественной войны маяк был повреждён, но смотритель Михаил Макух сохранил старые планы, по которым здание восстановили.

## Описание

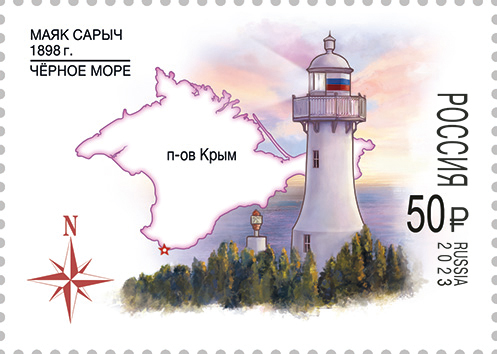
Почтовая марка 2023 год. Маяк Сарыч

12-метровая башня маяка сделана из чугуна. Общая высота сооружения — 37,5 м. Огни маяка видно за 17 миль.

## Ссылка
- Форосский маяк на мысе Сарыч_ описание, фото, на карте